# Rue des Cargaisons
La rue des Cargaisons est une ancienne rue de Paris, aujourd'hui disparue. Elle était située dans le quartier de la Cité, sur l'île de la Cité, et a disparu lors de la construction du bâtiment de la préfecture de police de Paris.

## Situation
Elle commençait quai du Marché-Neuf et finissait rue de la Calandre,. Une petite impasse, parfois appelée « cul-de-sac des Cargaisons », y aboutissait à l'est.
Juste avant la Révolution française, elle dépendait de la paroisse Saint-Germain-le-Vieux. Pendant la Révolution française, elle fait partie de la section de la Cité, qui devient le quartier de la Cité lors de la création de l'ancien 9e arrondissement en 1795.

## Origine du nom
Le nom de la rue provient du quai sur lequel on chargeait des marchandises. 

## Historique
Elle est citée sous le nom de « rue Descarquillon », dans un manuscrit de 1636.
En 1700, sur un plan terrier, elle est nommée « rue de la Femme-Écartelée ». 
En 1702, la rue, qui fait partie du quartier de la Cité, possède une maison et deux lanternes.
Une décision du 13 brumaire an X (4 novembre 1801) fixe la largeur minimale à 10 m. Mais la largeur de la rue varie en réalité entre 1,10 m et 1,76 m. 
En 1825, les habitants obtiennent l'autorisation de fermer la rue à ses deux extrémités par des portes ou des barrières en charpente. 
La rue est détruite au début des années 1860 pour permettre la construction des bâtiments de la préfecture de police de Paris.